# Fuji (Shizuoka)
Fuji (en japonés: 富士市,Fuji-shi) es la tercera ciudad más poblada de la Prefectura de Shizuoka, Japón. Se ubica en la región Chubu de la isla de Honshu. Su área es de 245 km² y su población total es de 253 273 (2012). Su nombre lo recibe del cercano Monte Fuji, el cual domina la vista.